# Презіденті-Пруденті
Презіденті-Пруденті (порт. Presidente Prudente) — місто і муніципалітет у бразильському штаті Сан-Паулу. Місто назване на ім'я президента Бразилії Пруденті ді Морайса.
| Бразилія | Це незавершена стаття з географії Бразилії. Ви можете допомогти проєкту, виправивши або дописавши її. |